# モレノバレー (カリフォルニア州)
モレノバレー（英: Moreno Valley）は、アメリカ合衆国カリフォルニア州のリバーサイド郡にある都市。人口は20万8634人（2020年）。郡庁所在地リバーサイド市と隣接しており、インランド・エンパイアと呼ばれるロサンゼルス内陸部の商業的な拠点を形成している。1980年以降に急成長した若い都市で、アフリカ系アメリカ人の居住者の割合が比較的高い。街はペリス湖の直ぐ北に位置し、市の西部には広大なマーチ・アメリカ空軍予備役基地が立地している。

## 歴史

### 1800年代までの前史
モレノバレーには当初、狩猟収集民のショショーニ族インディアンが住んでいた。この地域に最初に入ったヨーロッパ人はメキシコから地域の探検に入ったスペイン人斥候だった。これらスペイン人斥候が現在のモレノバレーにあるエッジモント地域を通るアンザ・トレイルなど地域内の多くの道を開発した。市内の比較的乾燥した部分の大半は当時初期開拓者から無視されていた。

### アメリカ人の入植
カリフォルニアが1850年にアメリカ合衆国の州として加盟した後、アメリカ人がこの地域に入ってくるようになった。ジョン・バターフィールドの作ったオーバーランド郵便会社のツーソンとサンフランシスコを結ぶルートがモレノバレーを通った。その後何人かの農夫が地域の土地を占めるようになった。彼らは北のサンバーナディーノ山脈にあるベアバレーから集められポンプで汲み上げられる水を供給する提供者として、フランク・E・ブラウンの経営するベアバレー土地水会社に頼った。ブラウンは1883年にこの事業を始めていた。1899年、モレノバレーの北にあるレッドランズ市が訴訟に勝って、ベアバレーの水に関する優先利用権を勝ち取った。その結果水を得られなくなったモレノバレーの住人の大半は移転を余儀なくされた。この時に現在の市名である「モレノバレー」が初めて付けられた。この名前はブラウンのスペイン語であるモレノから付けられたものだった。

### マーチ空軍基地
モレノバレーの復活は1918年に始まった。この年、アメリカ空軍（当時はアメリカ陸軍航空部）が第一次世界大戦における拡張の一部としてリバーサイド郊外にマーチ空軍基地を建設した。この基地は当初戦闘機パイロットの訓練に使われた。1922年に一旦閉鎖されたが、1927年に再開され、最終的には完全な機能を持つ空軍基地になった。マーチ空軍基地ができたことで、未編入だったサニーミード、モレノおよびエッジモントの地域社会が発展し成長した。第二次世界大戦のとき、マーチ空軍基地は再度パイロットの訓練に利用された。

### リバーサイド国際レース場
1957年から1989年、リバーサイド国際レース場が現在のモレノバレー・モールの地にあった。このレース場は1957年9月22日～1989年7月3日まで運営された。ここで開催されたレースとしては、IMSA、NASCAR、インディカー、NHRAドラッグおよびAMAモーターサイクルなどのものがあった。

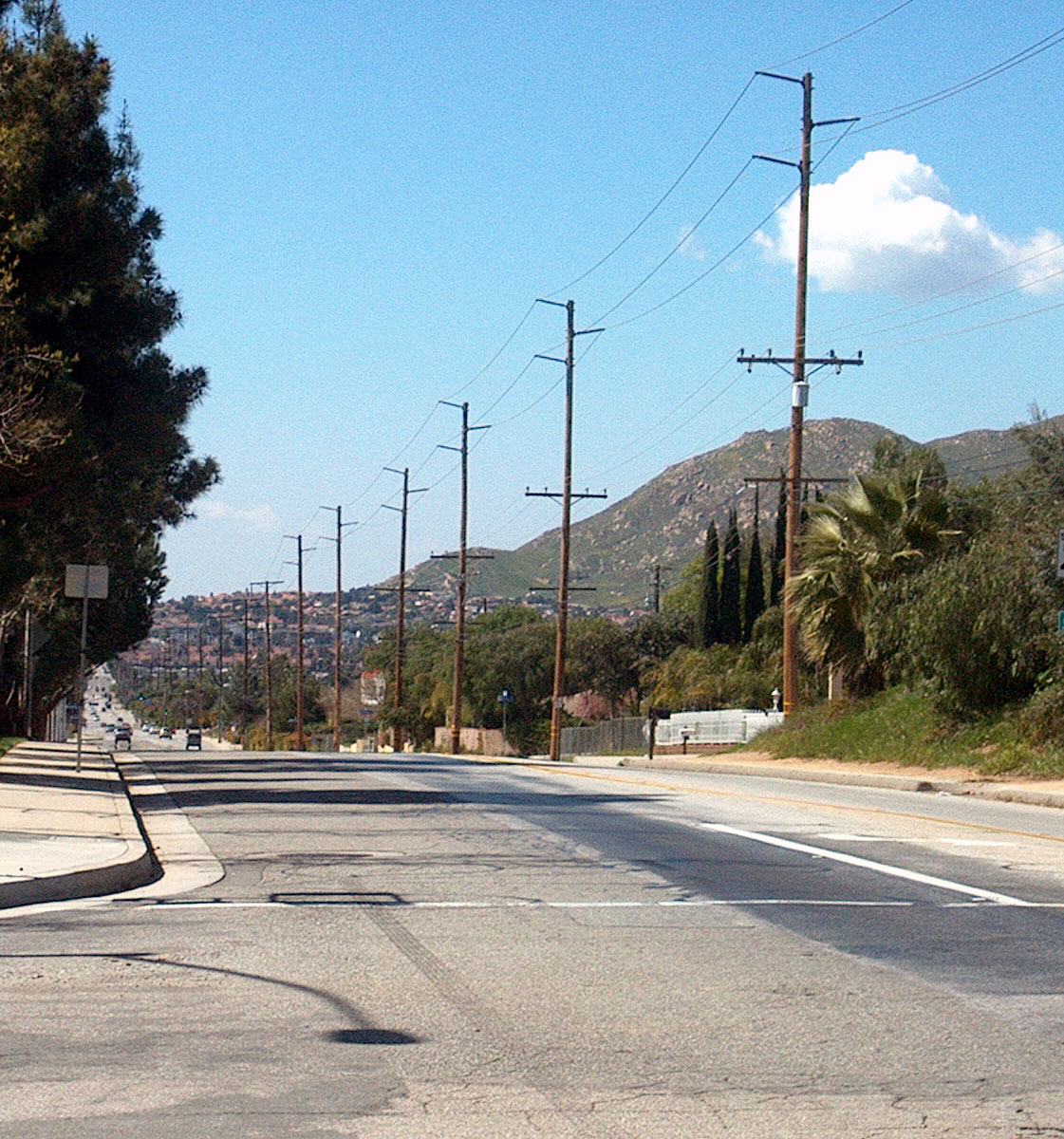
モレノバレー市内のアイアンウッド・アベニューから西を見る。右奥にボックススプリングス山が見える。

### 市制
モレノバレーは1980年代に爆発的に成長した。1970年の人口は18,871人、1984年は49,702人だった。州経済の活況によって家屋が新築され、事業が始められた。この成長で市制移行が進められた。1963年と1983年に市制執行が失敗していたが、1984年の住民投票では認められた。エッジモント、サニーミードおよびモレノの地域社会1983年12月3日に統合され、一般法都市としてのモレノバレー市が誕生した。最初の市政委員会選挙は1984年に行われ、初代市長はマーシャル・C・スコットが就任した。翌年、市章とモットーが採択された。

### 不況と好況
1990年までにモレノバレーの人口は118,000人以上にまで急拡大し、リバーサイド郡では2番目の都市になった。この成長は1992年頃まで続いた。
1990年代、州経済が不況になったために、好調だったモレノバレーの経済も沈滞した。多くの住民が市を去った。マーチ空軍基地も縮小され、マーチ空軍予備役基地となった。余剰な土地はリバーサイド郡とリバーサイド市、モレノバレー市およびペリス市の代表で構成されるマーチ合同電力公社が開発するために譲渡された。しかし、1990年代後半は不況だった経済も回復の兆しを見せ始めた。オーロラ・モジュラー、U-ホール、ロウズといった会社が主要施設を市内あるいは隣接する自治体に移転させてきた（ただし、オーロラ・モジュラーは後に破産した）。
2000年代初期までにリバーサイド郡内に多くの移転者が入ってきたことと、ロサンゼルスやオレンジ郡での生活費が高騰したことが組み合わさり、インランド・エンパイアのまだ開発が進んでいない南半分は工業立地にとって魅力有る土地になった。

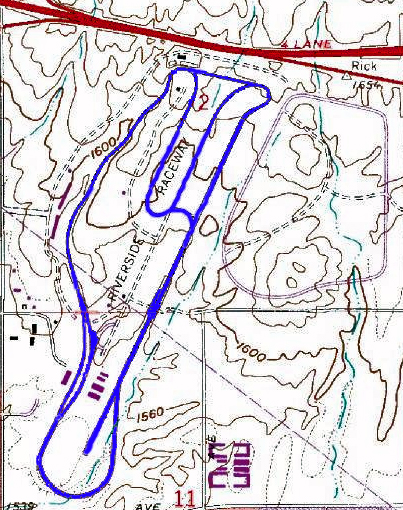
1957年から1989年、リバーサイド国際レース場が現在のモレノバレー・モールの地にあった。このモールはレース場跡の北端にある。

それでも、モレノバレー市の将来はモレノバレー・モールとその近くのデイ通り周辺の成長に掛かっている。デイ通りはモレノバレー市とリバーサイド市の市境に掛かっている。この地域は近年、建設工事が続き、ローズ、スターバックス、アウトバック・ステーキハウスなどの象徴的店舗ができた。パット・アンド・オスカーズやPFFバンク・アンド・トラストの建物が建設中であり、ファイマス・デイブズやバーンズ・アンド・ノーブルが来るという噂もある。これらの店舗ができることは中上流階級にアピールすると見られることが多く、市に注目と資金を呼ぶ可能性がある。
市の東端、モレノビーチ・ドライブ近くには、2006年初期にウォルマートがオープンした。この店舗は面積233,000平方フィート (22,000 m2) と、従来のウォルマートに比して巨大であり、モレノバレー・オートモールに次ぐ規模である。この地には2007年7月と10月にオープンしたカリフォルニア州では初のスーパーターゲットとベスト・バイもある。州道60号線出口はモレノバレー・ランチ・ゴルフコースへ繋がる道になっている。このゴルフ場はゴルフマガジンが選んだアメリカのゴルフ場トップ75の中に入った。
2005年にマーチ・アメリカ空軍予備役基地を商業空港に転換する議論が持ち上がったが、その計画はリバーサイド郡監督理事会が拒否した。しかし、騒音が少なく、より環境に優しい航空機と安価な安全確保手段や設備ができれば、計画の再考もあり得る。2008年5月、マーチ・アメリカ空軍予備役基地は一般用途航空の設備開設を承認した。
この基地には野球場もあり、南カリフォルニアリーグに属するセミプロのインランド・エンパイア・ロケッツ（現在はランチョベラゴ・ロケッツが夏季に試合を行っている。

### DHL論争
マーチ・アメリカ空軍予備役基地をDHLが南カリフォルニアの新しい中継点に選んだことは明るいニュースだったが、DHLを連れてきたマーチ・グローバル・ポートと基地との間にかなりの論争が起こった。DHLはサンバーナディーノ国際空港とロサンゼルス・オンタリオ国際空港と比較してマーチ基地を選んだ。DHLの設備は2005年10月に操業を開始した。操業開始時点では従業員数250人、通常操業時は300人を雇用する計画だった。
地区住民がDHLの操業を許可するために必要な地域指定変更を阻止するために訴訟を起こしたが敗訴した。
2008年11月、DHLは下降するマクロ経済状況に関連して営業損失が拡大したために、アメリカの市場から撤退し、2009年1月にはマーチ空軍基地での操業も閉鎖すると発表した。

### ランチョベラゴ
2007年2月13日、市政委員会は4対1の票決で、市の東側半分をスペイン語やイタリア語で寄せ集めを意味する「ランチョベラゴ」と名付けることを決めて、論争を呼んだ。

## 地理
モレノバレーは北緯33度56分35秒 西経117度13分42秒 / 北緯33.94306度 西経117.22833度に位置する。
アメリカ合衆国国勢調査局に拠れば、市域全面積は51.6平方マイル (133.6 km2)であり、このうち陸地は51.2平方マイル (132.7 km2)、水域は0.4平方マイル (0.9 km2)、水域率は0.67％である。

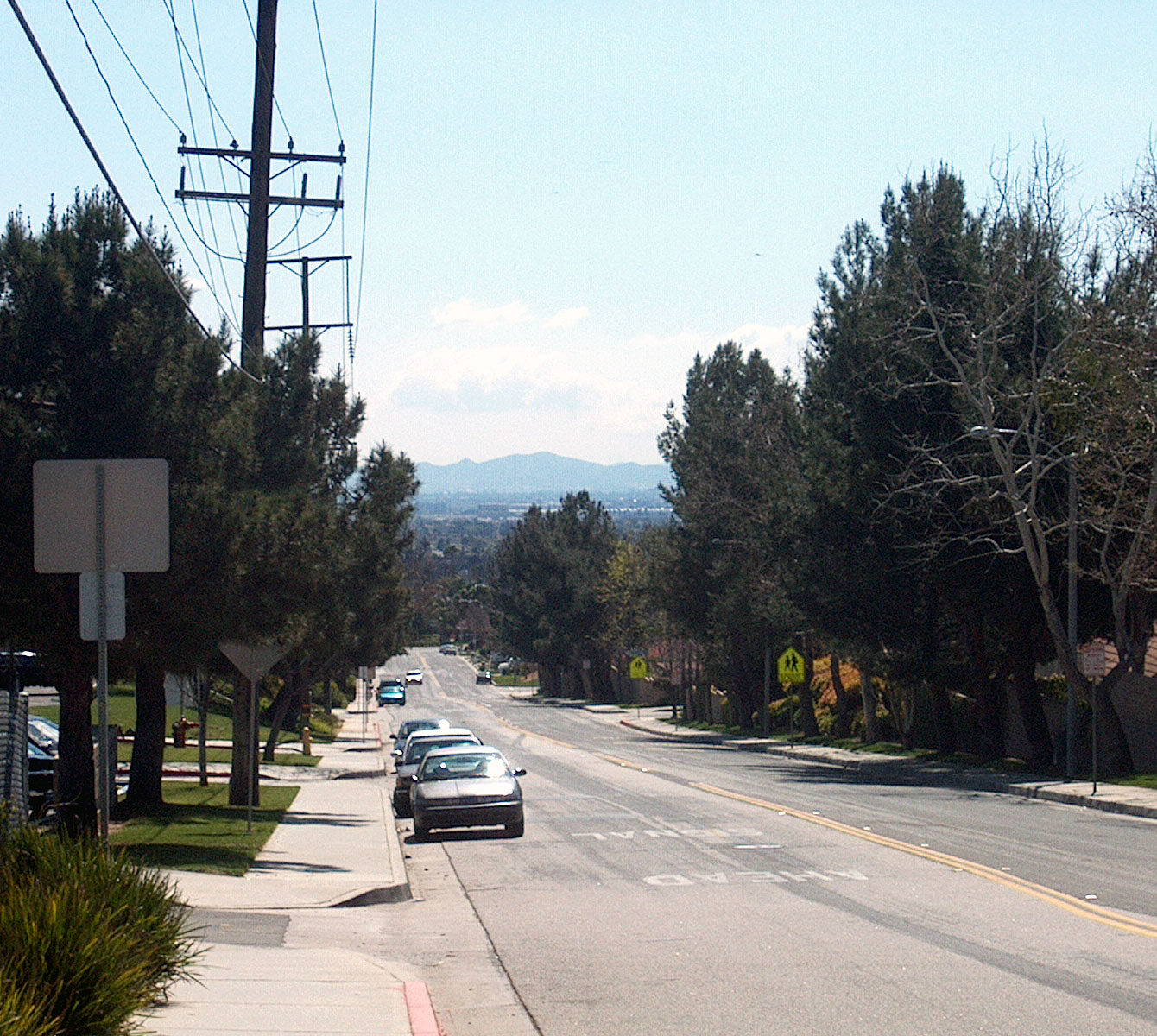
モレノバレー南部、キッチン通りから南を望む

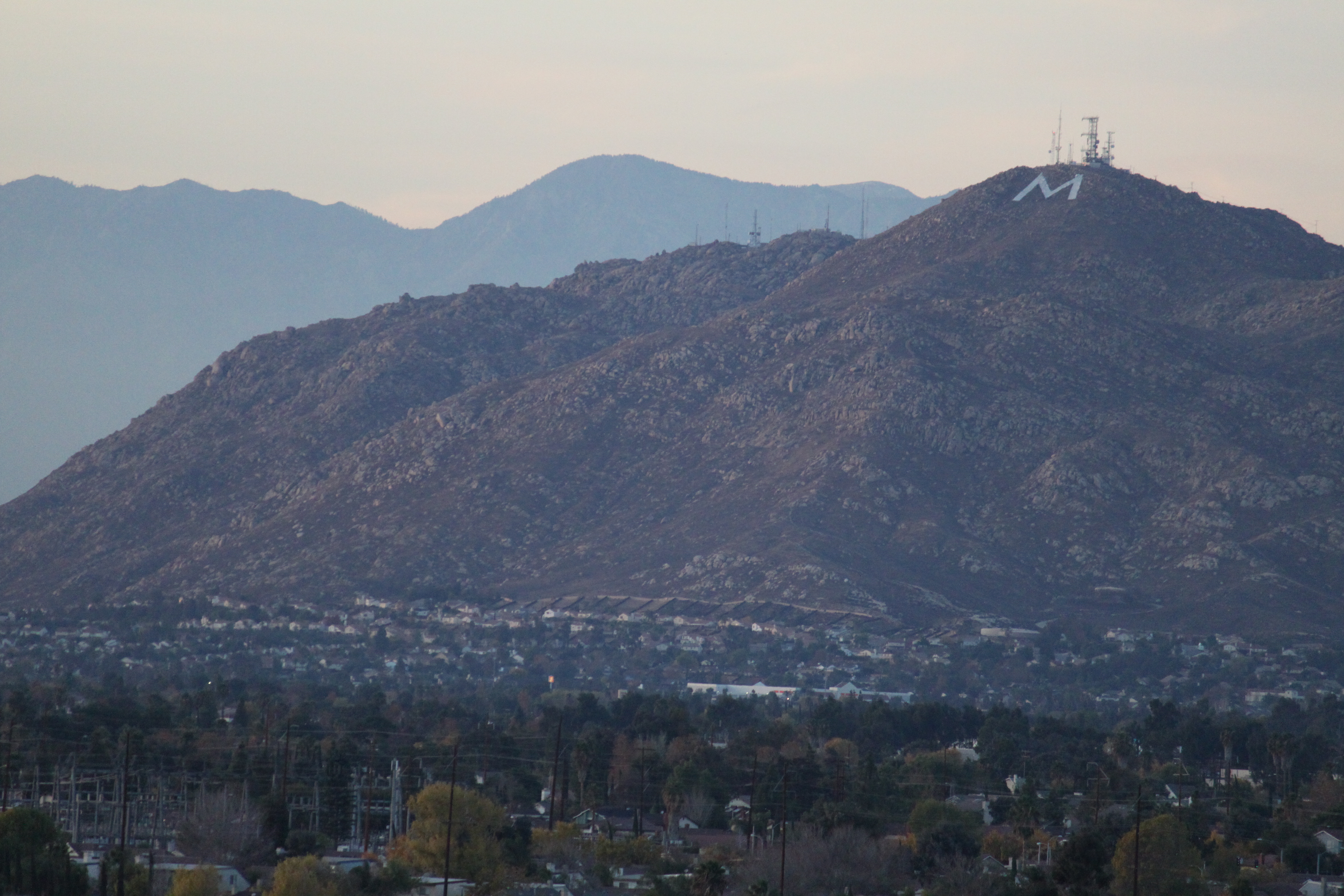
ボックススプリングス山

モレノバレーは地理的な交差路に位置する。東にはサンゴルゴニオ峠とコーアチェラ・バレーがあり、南にはペリス湖、ペリス市、サンジャシント山脈、およびサンディエゴに至る道がある。北にはサンバーナディーノ・バレーとサンバーナディーノ山脈、西にはリバーサイド市やロサンゼルス郡、オレンジ郡がある。通行量の多い州道60号線（地元ではモレノバレー・フリーウェイと呼ばれる）や州間高速道路215号線があり、どちらも市内を通っている。ロサンゼルス国際空港、オレンジ郡のジョン・ウェイン空港、ロサンゼルス・オンタリオ国際空港およびサンバーナディーノ国際空港に行く道もある。
モレノバレー市で最も目に付く目印はボックススプリングス山であり、市内のほとんどどこからでも見られる。この山は市の北縁にあって市内を見下ろしており、はっきりとしたランドマークになっている。市に面した斜面には大きな"M"の字が造られている。これは市政委員会で市の統一性を助長するものとして奨励され、民間で建設された。この文字看板は公有地にあり、篤志で維持されている。2005年12月3日に市制21周年を記念してライトアップが行われ、前年の激しい雨によって蒙った損傷の修復も行われた。当時の市長、ボニー・フリッキンジャーは市民がそれを望み、市政委員会が定期的にライトアップすることだろうと語った。2009年12月2日から6日の間、モレノバレー市はエディソンと共に市制25周年を祝って"M"の字をライトアップした。この看板を維持するためにイーグルスカウトの活動が続けられている。

## 気候
インランド・エンパイアは温暖で無風の冬と、太陽が照りつけ砂漠のような夏で知られている。夏季の平均気温は 90°F(32℃) 台半ばであり、100°F(38℃) 以上になる日も多い。
- 平均して最も暑い月は7月である
- 過去最高気温は1960年の 115°F(46℃) だった
- 平均して最も寒い月は12月である
- 過去最低気温は1974年の 10°F(−12℃) だった
- 最も雨量が多いのは2月である[5]

## 人口動態
以下は2007年の人口推計データである。
| 基礎データ - 人口: 180,466人 - 世帯数: 51,061世帯 - 家族数: 33,380家族 - 人口密度: 1,073.1人/km2（2,779.3人/mi2） - 住居数: 55,458軒 - 住居密度: 312.3軒/km2（808.7軒/mi2） 人種別人口構成 - 白人: 23% - アフリカン・アメリカン: 20% - ネイティブ・アメリカン: 0.94% - アジア人: 8% - その他の人種: 3% - 混血: 5.83% - ヒスパニック・ラテン系: 46% モレノバレー市はロサンゼルス郡のアフリカ系アメリカ人が次第に多く移ってくるようになっている。2006年から2007年だけでもアフリカ系アメリカ人人口は13％増加した。 年齢別人口構成 - 18歳未満: 36.8% - 18-24歳: 10.5% - 25-44歳: 29.5% - 45-64歳: 17.7% - 65歳以上: 5.5% - 年齢の中央値: 27歳 - 性比（女性100人あたり男性の人口） - 総人口: 95.8 - 18歳以上: 91.3 | 世帯と家族（対世帯数） - 18歳未満の子供がいる: 54.0% - 結婚・同居している夫婦: 61.6% - 未婚・離婚・死別女性が世帯主: 17.1% - 非家族世帯: 14.9% - 単身世帯: 11.0% - 65歳以上の老人1人暮らし: 3.1% - 平均構成人数 - 世帯: 3.61人 - 家族: 3.86人 収入と家計 - 収入の中央値 - 世帯: 47,387 米ドル - 家族: 48,965米ドル - 性別 - 男性: 38,620米ドル - 女性: 26,492米ドル - 人口1人あたり収入: 14,983米ドル - 貧困線以下 - 対人口: 14.2% - 対家族数: 11.6% - 18歳未満: 18.1% - 65歳以上: 9.7% |

## 政府

### 市政府
モレノバレー市はコモン・ロー都市として市制を布いた。市政委員会方式を採用している。市内は5つの選挙区にわけられ、各区から1人の市政委員を選出する。市政委員会はメンバーのうちの2人を市長と市長代行に指名する。またシティマネジャーも選出する。
現市長はボニー・フリッキンジャーである。
最近の包括的年間財務報告書に拠れば、市の歳入は2億4,330万ドル、歳出は1億3,280万ドル、総資産10億7,630万ドル、総負債1億9,530万ドル、現金と投資額2億9,380万ドルである。

### 政治
カリフォルニア州議会では、上院の第37および下院の第63から65選挙区に属している。連邦議会下院ではカリフォルニア州第45選挙区に属し、クック投票動向指数では共和党+3となっている。2010年時点ですべて共和党議員が務めている。

### 公衆安全
モレノバレーの法執行はリバーサイド郡保安官部地域ステーションが行っている。消防については、カリフォルニア州森林防火部との協力協定により、リバーサイド郡消防署が行っている。6台の救急医療車と3台のトラック中隊が医療と火災に関連するサービスを行っている。アメリカ医療対応の救急サービスも救急搬送を行っている。

### 教育
モレノバレーの初等中等教育はモレノバレー統合教育学区とバルベルデ統合教育学区が管轄している。モレノバレー統合教育学区の生徒数は35,000人、5つの高校を含め35の学校がある。バルベルデ統合教育学区はモレノバレー市の南部と東部を管轄し、他にペリス、ミードバレーや未編入地域も見ている。生徒数は13,000人、高校1校を含み12の学校がある。幾つかの私立学校もある。
リバーサイド・コミュニティ・カレッジ地区では、モレノバレー・カレッジのキャンパスに6,500人の学生がいる。他にチャップマン大学のキャンパスもある。隣接するリバーサイド市では、リバーサイド・コミュニティ・カレッジ地区の主キャンパス、リバーサイド・シティカレッジ、カリフォルニア大学リバーサイド校、ラ・シエラ大学、カリフォルニア・バプテスト大学という選択肢がある。他にカリフォルニア大学サンバーナディーノ校も学生達に人気がある。

## 経済
モレノバレー市の包括的年間財務報告書2008年版によれば、市内の大きな雇用主トップ10は以下の通りである。
| 順位 | 雇用主                                                     | 従業員数 |
| ---- | ---------------------------------------------------------- | -------- |
| 1    | マーチ空軍予備役基地                                       | 9,000    |
| 2    | モレノバレー統合教育学区                                   | 3,752    |
| 3    | リバーサイド郡地域医療センター                             | 2,215    |
| 4    | モレノバレー・モール                                       | 1,669    |
| 5    | リバーサイド・コミュニティ・カレッジ                       | 1,038    |
| 6    | モレノバレー市                                             | 746      |
| 7    | バルベルデ統合教育学区                                     | 734      |
| 8    | ウォルグリーンズ                                           | 650      |
| 9    | リバーサイド郡 DPSS                                        | 432      |
| 10   | モレノバレー・コミュニティ病院（カイザーファンデーション） | 430      |

## 病院
モレノバレー市内には2つの総合病院がある。
- カイザー・パーマネンテ・コミュニティ病院、元モレノバレー・コミュニティ病院は、2008年時点で基本的救急医療を行う一般救急病院である[11]。カイザー・パーマネンテが2008年7月にモレノバレー・コミュニティ病院の経営権を取得して管理している。現在の職員は2008年3月に買収に関する告知を受け始めた。モレノバレー住民は即座にこの買収による影響を感知しなかった。これはカイザー・パーマネンテの職員が近くのリバーサイド市の施設とモレノバレー・クリニックを病院機能として使うよう求められていたからだった。カイザー・パーマネンテは新しく80床の入院棟を追加し、主設備を拡張すること、ならびに救急医療手術室の大きさを拡大することで、新しい病院の大きさと容量を増す計画である[12]。
- リバーサイド郡地域医療センターは基本的救急医療を行う一般救急病院であり、レベルIIのトラウマ・センターである。
- 救急医療を行わないカイザー・パーマネンテの医院もある。モレノバレー市内でカイザー・パーマネンテが所有する2つの資産の1つである。

## 著名なモレノバレーの出身者
- ヘザー・ブルンバーグ: モデル、テレビ番組「America's Next Top Model, Cycle 2」の参加者
- マイク・クロスグローブ: 「エイリアンアントファーム」のドラマー
- グレッグ・ドブス: メジャーリーグベースボールの選手、フィラデルフィア・フィリーズ、1996年キャニオンスプリングス高校卒
- ボビー・キールティ: メジャーリーグベースボールの選手、ボストン・レッドソックス、キャニオンスプリングス高校卒
- ライアン・マドソン: メジャーリーグベースボールの選手、フィラデルフィア・フィリーズ、1998年バレービュー高校卒
- アンドレ・マギー: カレッジ・バスケットボールの選手、ルイビル大学、2005年キャニオンスプリングス高校卒
- ドライデン・ミッチェル: 「エイリアンアントファーム」のボーカル
- パリー・オブライエン: 砲丸投げ選手、オリンピックで3度金メダル
- オリビア・オラブリー: ポルノ女優
- トロイ・パーシバル: メジャーリーグベースボールの元選手、アナハイム・エンゼルス等に所属、モレノバレーで育ち、モレノバレー高校卒
- テレル・スミス: NFLの選手、アリゾナ・カージナルス等、1996年キャニオンスプリングス高校卒
- カイル・ターリー: NFLの選手、カンザスシティ・チーフス、バレービュー高校卒
- デリック・ウォード: NFLの選手、ニューヨーク・ジャイアンツ、バレービュー高校卒